# 羅伯·昆蘭
羅伯·威廉·昆蘭（Robb William Quinlan，1977年3月17日—），目前是一名美國職棒大聯盟球員，效力於洛杉磯安那罕天使隊。天使隊於1999年選秀會上以第10輪選中自明尼蘇達大學畢業的昆蘭。
1973年3月17日羅伯·昆蘭生於明尼蘇達州聖保羅市。

## 外部連結
- 羅伯·昆蘭在美國職棒（英语）
- 羅伯·昆蘭在Baseball-Reference.com（大聯盟）（英语）
- 羅伯·昆蘭在SABR（英语）
- 羅伯·昆蘭在ESPN（MLB）（英语）
- 羅伯·昆蘭在FanGraphs.com（英语）
- 羅伯·昆蘭在The Baseball Cube（英语）